# Warneckea floribunda
Warneckea floribunda är en tvåhjärtbladig växtart som beskrevs av Jacq.-fel.. Warneckea floribunda ingår i släktet Warneckea och familjen Melastomataceae. Inga underarter finns listade i Catalogue of Life.